# Les Souhesmes-Rampont

Les Souhesmes-Rampont este o comună în departamentul Meuse din nord-estul Franței. În 2010 avea o populație de 328 de locuitori.

## Evoluția populației
| An        | 1975 | 1982 | 1990 | 1999 | 2006 | 2010 |
| --------- | ---- | ---- | ---- | ---- | ---- | ---- |
| Populație | 208  | 256  | 295  | 311  | 315  | 328  |